# Ribellione di Abaza
La ribellione di Abaza è il nome dato alle rivolte avvenute nel XVII secolo nell'impero ottomano durante i regni di Mustafa I (1622–23) e Murad IV (1623–40). Il nome della ribellione si riferisce ad Abaza Mehmet (o Abaza in breve), un pascià ottomano di origine abcasa. A volte, questo evento è considerato parte delle rivolte Celali. Ma a differenza delle altre rivolte Celali, il motivo principale della ribellione di Abaza è stato il risentimento verso il corpo dei giannizzeri.

## Antefatti
Il sultano ottomano Osman II (1618–1622), che pose l'assedio a Chotyn (nell'odierna Ucraina, allora parte del Unione polacco-lituana), non poté catturare la città. Incolpò gli indisciplinati giannizzeri per il fallimento. I giannizzeri, una volta truppe d'élite dell'Impero Ottomano, erano divenuti corrotti durante l'era di stagnazione dell'impero. Osman pianificò di creare un nuovo esercito basato sui turcidi dell'Anatolia. Energico, ma giovane e inesperto, Osman II rivelò il suo intento, causando una rivolta dei giannizzeri nella capitale Costantinopoli. Osman fu imprigionato e successivamente assassinato dai partigiani giannizzeri il 20 maggio 1622. Questo assassinio provocò un grande shock nei territori ottomani.

## Prima ribellione
Abaza Mehmet era il governatore di Erzurum. Secondo lo storico Joseph von Hammer-Purgstall, era un consigliere di Osman II nei suoi sforzi per abolire i giannizzeri. Poco dopo aver appreso la notizia dell'assassinio, iniziò a espellere e persino a uccidere i giannizzeri in servizio nella sua provincia. Sebbene fosse stato formalmente licenziato dalla Porta ottomana (governo) il 17 novembre 1622, continuò a rimanere a Erzurum e affermò di essere fedele alla Porta, ma stava cercando di punire i responsabili dell'assassinio. Il popolo turcide dell'Anatolia centrale, che anch'esso accusava i giannizzeri, accettò prontamente la sua causa e presto iniziò a controllare la maggior parte dell'Anatolia centrale e orientale.
Nel 1624 finalmente la Porta decise di combattere contro le forze di Abaza. Il comandante (turco: serdar) dell'esercito era Hafız Ahmet Pascià. Lo scontro ebbe luogo nelle pianure vicino a Kayseri il 16 agosto 1624. Durante la battaglia, alcune truppe dell'esercito di Abaza cambiarono schieramento e le forze di Abaza furono sconfitte. Abaza fuggì a Erzurum e durante i successivi colloqui riuscì a convincere la Porta per le sue buone intenzioni. Così ha continuato il suo incarico di governatore.

## Seconda ribellione
Durante la guerra ottomano-safavide (1623-1639), l'esercito safavide (persiano) minacciava la città ottomana Ahıska (moderna Akhaltsikhe in Georgia) nell'agosto del 1627. Abaza ricevette l'ordine di supportare l'esercito ottomano. Sebbene Abaza avesse chiesto il comando dell'esercito, l'incarico gli fu rifiutato. Iniziò a spostare le sue truppe sul campo di battaglia. Tuttavia, invece di sostenere l'esercito, aspettò il momento adatto per razziare l'esercito ottomano. Il raid ebbe successo. Oltre ai giannizzeri, molti pascià ottomani furono uccisi.
Dopo questa umiliante sconfitta, il Gran visir Halil Pascià fu licenziato. Il nuovo gran visir divenne Gazi Ekrem Hüsrev Pascià. Nel settembre 1628, Hüsrev Pascià pose l'assedio a Erzurum. Aveva dei cannoni a sua disposizione. Il 18 settembre 1628 Abaza decise di arrendersi. Hüsrev Pascià accettò i suoi termini. Quindi, non fu punito; ma fu assegnato a governare in una delle province europee dell'Impero, dove non aveva alcun sostegno locale.